# Pierre-Élisabeth-Denis de Barrau
Pierre Élisabeth Denis de Barrau de Montagut est un homme politique français né le 29 juin 1737 à Valenciennes (Nord) et mort le 21 août 1792 à Stavelot (Belgique).

## Biographie
Député de la noblesse aux États généraux de 1789 pour le Comminges, il vote avec la droite et émigre après la session.